# Imanol Uribe
Imanol Karmel Uribe Bilbao, més conegut com a Imanol Uribe (San Salvador, 28 de febrer de 1950) és un director i productor de cinema basc.

## Biografia
Director biscaí nascut el 28 de febrer de 1950 a San Salvador (El Salvador). Va començar els seus estudis a l'Escola Oficial de Periodisme de Madrid i va obtenir el títol de Director a l'Escola Oficial de Cinematografia de Madrid. El 1975 funda la productora Zeppo Films, el 1979 la productora Cobra Films i posteriorment Aiete Films S.A.
El tema predominant a les seves pel·lícules es la situació socio-política del País Basc. Això es reflecteix en pel·lícules com El proceso de Burgos, La fuga de Segovia, La muerte de Mikel o Días contados. També ha tocat altres temes: el racisme a Bwana, el món de les bruixes a La luna negra o l'històric a El rey pasmado. A part de director també ha exercit de productor a Secretos del corazón.
En la seva llarga carrera ha rebut nombrosos premis. Entre d'altres la Conquilla d'Or a Sant Sebastià per Días contados, vuit premis Goya per Días contados i set premis Goya més per El rey pasmado (basada en la novel·la de Gonzalo Torrente Ballester, Crónica del rey pasmado).
Va estar casat amb Ana Gutiérrez, amb qui va tenir una filla. Anys més tard va compartir la seva vida fins al 2004 amb l'actriu María Barranco ; amb ella va tenir una filla.

## Premis
- Goya al Millor Director en l'edició de 1994.

## Filmografia
| Any  | Pel·lícula           |
| ---- | -------------------- |
| 1979 | El proceso de Burgos |
| 1981 | La fuga de Segovia   |
| 1983 | La muerte de Mikel   |
| 1986 | Adiós pequeña        |
| 1989 | La luna negra        |
| 1991 | El rey pasmado       |
| 1994 | Días contados        |
| 1996 | Bwana                |
| 1998 | Extraños             |
| 2000 | Plenilunio           |
| 2002 | El viaje de Carol    |
| 2007 | La carta esférica    |
| 2012 | Miel de naranjas     |
| 2015 | Lejos del mar        |
| 2021 | Llegaron de noche    |